# 16874 Kurtwahl
16874 Kurtwahl (1998 BK2) là một tiểu hành tinh vành đai chính được phát hiện ngày 20 tháng 1 năm 1998 bởi Nhóm nghiên cứu tiểu hành tinh gần Trái Đất phòng thí nghiệm Lincoln ở Socorro.